# Trentepohlia (Paramongoma) tethys
Trentepohlia (Paramongoma) tethys is een tweevleugelige uit de familie steltmuggen (Limoniidae). De soort komt voor in het Neotropisch gebied.